# Megistocera longipennis
Megistocera longipennis är en tvåvingeart som först beskrevs av Pierre Justin Marie Macquart 1838.
Megistocera longipennis ingår i släktet Megistocera och familjen storharkrankar. Inga underarter finns listade i Catalogue of Life.